# Конституція Ізраїлю
Конституція Ізраїлю — формально не прийнятий основний закон держави. Конституція Ізраїлю знаходиться в процесі створення шляхом прийняття Основних законів Ізраїлю.

## Формальна та фактична конституція
Фактична конституція Ізраїлю заснована на Основних законах Ізраїлю та інших законах держави, на Декларації незалежності, судових прецедентах і принципах, закладених в спадщині єврейського народу. В Ізраїлі поки немає формальної конституції. Надалі в цій статті поняття «конституція» вживається для позначення формальної конституції.
Відповідно до Декларації незалежності Ізраїль повинен був прийняти конституцію незабаром після проголошення держави: "Ми ухвалили, що з моменту закінчення терміну мандата сьогодні вночі, напередодні суботи, 6 іяра 5708 року, 15 травня 1948 року і до освіти виборних і регулярних державних органів відповідно до конституції, яка буде заснована обраним Установчими Зборами не пізніше 1 жовтня 1948 року, Народна Рада буде діяти як тимчасовий Державна Рада … "
Війна за незалежність не дозволила обрати Установчі збори в намічені терміни. Тільки 25 січня 1949 року був обраний до Установчих зборів, незабаром одержало назву Кнесет 1-го скликання.
Після тривалих дебатів в Кнесеті не було досягнуто згоди про прийняття конституції. 13 червня 1950 Кнесет 1-го скликання більшістю голосів прийняв компромісне рішення, запропоноване депутатом Ізхара Харари, суть якого зводилася до наступного: "Конституція буде побудована з розділів, кожен з яких уособлює основний закон … Розділи будуть об'єднані і складуть Конституцію держави. "
На кінець 2010 року вже прийнято одинадцять Основних законів, зміст яких може скласти значну частину майбутньої конституції. Проте, юристи вважають, що ще не прийняті всі основні закони, необхідні для створення повної конституції, і законодавцю поки не вдалося виробити консенсусні проєкти цих законів. Звертає увагу той факт, що після так званої конституційної революції 90-х років минулого століття Кнесетом не був прийнятий жоден новий основний закон .

## Необхідність конституції
Згідно з планом, прийнятим резолюцією Генеральною Асамблеєю ООН від 29 листопада 1947 року установчих зборів двох держав, єврейської та арабської, пропонувалося виробити демократичні конституції. Відповідно до цього плану Декларація незалежності Ізраїлю намітила порядок прийняття конституції. Після проголошення держави Ізраїль сім арабських держав оголосили війну і атакували нове єврейську державу з метою його знищення.
У світлі обставин, що склалися деякі учасники перших дебатів в Кнесеті вважали, що плани ООН були в корені змінені і втратили свою моральну та юридичну силу. Депутат Кнесету Зера Вархафтіг сказав, що ніякого дару від ООН отримано не було, що і за суверенітет і за державу змушені були боротися, тому «обов'язок визнати рішення ООН з усіма його статтями та умовами відпала» . Депутат Давид Бар-Рав-Хай був переконаний, що ні ООН, а громадяни держави мають право вирішувати, як і коли слід прийняти конституцію держави .
Незалежно від сказаного в резолюції ООН більшість депутатів Кнесету в тій чи іншій мірі підтримали ідею прийняття в майбутньому конституції держави. Про це свідчать результати голосування за пропозицією Харари. Проте, між депутатами Кнесету існують значні розбіжності в питаннях судового контролю, верховенства конституції над звичайними законами [7] і відносини конституції до Тори . Деякі аргументи противників і прихильників конституції представлені на сайті Кнесету . Нижче наводяться думки видатних політичних діячів і юристів про проблеми конституції в Ізраїлі.
Давид Бен-Гуріон, який підтримав ідею прийняття конституції в період проголошення держави, змінив свою думку в 1950 році. Виступаючи в Кнесеті, він сказав, що всі небезпеки, що турбують прихильників конституції, «реальні в державі, що має конституцію, в такій же мірі, як в державі, Конституція не володіє» .
Суддя Моше Ланда назвав тугу за конституцією відходом від дійсності і обґрунтував свою думку тим, що «за допомогою конституції не дано досягти того, що недосяжно згідно співвідношенню існуючих політичних сил» .
Міністр і депутат Кнесету від партії ШАС Іцхак Хаїм Перець висловив думку, що протягом тисячоліть було також думкою більшості євреїв: "У народу Ізраїлю є конституція, якої вже 4000 років. Такою конституцією є Тора ".
Професор Рут Габізон зазначила, що вираз «конституційна революція» констатує щось, начебто вже відбулася, і затушовує необхідність обговорювати глибокі конституційні проблеми. При такому підході писана конституція може стати причиною розбіжностей і суперечок . Відповідно до думки Габізон "Жорстка конституція небажана, якщо вона прийнята без широкого згоди в суспільстві і в обхід належної і всебічної підготовки. Від прийнятої таким чином конституції більше шкоди, ніж користі ".
Суддя Меїр Шамгар попередив, що затримка в ухваленні конституції компрометує держава і «Ізраїль залишився єдиною державою, у якого немає конституції» .
Депутат Кнесету від партії Яхадут ха-Тора Моше Гафні сказав, що він змінив свою думку і тепер він хоче конституцію більше, ніж ізраїльські ліві або араби, яким нікуди поспішати. Гафні заявив: «Без конституції Верховний суд може урізати права, що стосуються питань нашої віри».
Професор Еліа Шохетман вважає, що Ізраїлю не потрібна конституція, так як в будь-якому випадку Верховний суд буде тлумачити її відповідно до своїх переконань, а не відповідно до намірів установчого органу. Шохетман також вважає, що «будь-який закон можна забронювати, приймаючи його звичайною процедурою і вимагаючи для його зміни спеціального більшості, причому це можна зробити і за відсутності конституції».

Суддя Аарон Барак піддав різкій критиці Кнесет, звинувативши його в невиконанні обов'язків: "Я думаю, що настав час завершити цей важливий проєкт і заснувати конституцію. Кнесет порушує свої обов'язки щодо прийняття Конституції Ізраїлю, які були покладені на нього під час проголошення держави ".

## Проєкти конституції в минулому
Незадовго до проголошення держави Ізраїль Зера Вархафтіг почав працювати над проєктом конституції в рамках Народного ради. У свою чергу, Єврейське агентство доручило підготувати проєкт конституції Ієхуда Пінхас Коену. Після проголошення держави Тимчасова Державна Рада створила комісію з питань конституції під головуванням Зераха Вархафтіга. На розгляд комісії було представлено п'ять проєктів конституції і серед них проєкт ієхуда Пинхаса Коена. Однак, як зазначалося вище, розробка конституції закінчилася прийняттям пропозиції Ізхара Харари.
З часів Тимчасового Державної Ради і Установчих зборів і по цей день триває робота над основними законами, які, згідно з рішенням Кнесету від 1950, «будуть об'єднані і складуть Конституцію держави». За цей час як окремі юристи, так і групи фахівців опублікували десятки самих різних проєктів конституції. З багатьма з них можна познайомитися на сайті проєкту «Конституція на основі широкого консенсусу» . Тут наводяться три приклади таких проєктів.
У 1986 році група юристів з Тель-Авівського університету в складі професорів Уріеля Райхмана (голови групи), Баруха Брахи, Аріеля Розен-Цві, Амоса Шапіра та інших юристів опублікувала свій проєкт конституції . Йшлося про жорстку конституції — для її зміни потрібно більшість у дві третини голосів депутатів Кнесету, і вона закріплювала своє верховенство над звичайними законами. Запропонована конституція містила главу «Права людини» (в той час ще не було основних законів, що гарантують права людини) і статтю, що дозволяє обмежити будь-яка з цих прав тільки тоді, коли це сумісно з демократичними цінностями держави. Передбачалося введення судового конституційного контролю, а Верховний суд отримував повноваження Конституційного суду. Проєкт також включав зміни у виборчій системі: пропонувалося перейти до системи прямих виборів прем'єр-міністра і половину складу Кнесету обирати в 60 виборчих округах. [Архівовано 27 травня 2019 у Wayback Machine.]
До переваг цього проєкту слід віднести те, що автори зуміли познайомити з його змістом широкі кола ізраїльської громадськості. Численні оголошення в ЗМІ розповідали про його основні положення, екземпляри проєкту поширювалися разом з центральними газетами. Проєкт викликав необхідну для прийняття конституції демократичної держави суспільну дискусію і знайшов гарячих прихильників. Однак зміст проєкту не приділяло достатньої уваги єврейському характеру держави і ставило під загрозу існуючий баланс між різними гілками влади та статус-кво у відносинах між релігією і державою. Тому він знайшов також багато не менш гарячих противників. Пізніше, в 1992 році, був переглянутий Основний закон про уряд і оголосили про прямі вибори прем'єр-міністра. Наступні після цього вибори показали, що прямі вибори не тільки не зменшили кількість партій в Кнесеті (до чого прагнули автори проєкту конституції), а й збільшили це число. В результаті Основний закон про уряд був знову переглянутий і прямі вибори прем'єра були скасовані. Це було одне з небагатьох положень проєкту, які перевірені на практиці, але закінчилися невдачею.

### Проєкт законодавчої комісії Кнесету 16-го скликання
У травні 2003 року голова законодавчої комісії Кнесету 16-го скликання депутат Кнесету Міхаель Ейтан ініціював проєкт, метою якого була розробка конституції держави Ізраїль . Передбачалося, що проєкт буде користуватися широкою підтримкою як в Ізраїлі, так і серед євреїв усього світу, і тому він отримав назву «Конституція на основі широкого консенсусу». Законодавча комісія провела приблизно 90 засідань в якості комісії з підготовки проєкту конституції. Крім депутатів Кнесету в роботі над проєктом взяли участь юридичні радники комісії, видатні професори-юристи, представники міністерств, судді та колишні судді Верховного суду та інших судів, експерти дослідницьких інститутів, представники громадських організацій, а також зарубіжні експерти . У січні 2006 року робота над проєктом була завершена. Запропонований комісією проєкт складався з преамбули, підготовленої професором Рут Габізон, і основної частини, складеної з 14 глав . За всіма відомостями, згода членів комісії з текстом проєкту не було найширшим, так як троє членів проголосували проти її пропозиції, а двоє утрималися . 13 лютого 2006 року проєкт був представлений Кнесету, який вирішив, що роботу над проєктом продовжить Кнесет 17-го скликання. 17 квітня 2006 року розпочав свою роботу Кнесет 17-го скликання, який, однак, роботу над проєктом не завершив.